# Amal Aden
Amal Aden, née en 1983, est le nom de plume d'une écrivaine somalo-norvégienne, autrice, conférencière et activiste lesbienne. Aden est membre supplétif de Commission des Plaintes de la Presse Norvégienne.

## Biographie

### Enfance
Aden est née au nord de la Somalie et devenue orpheline à l'âge de quatre ans. Elle vit ensuite, jusqu'à ses 13 ans dans la rue. 

### Arrivée en Norvège
A 13 ans, en 1996, illettrée, elle émigre en Norvège dans le cadre d'un programme de réunification familiale. Amal Aden déclare aujourd'hui que les services sociaux, dont la protection de l'enfance, n'ont pas été en mesure de l'aider, notamment en raison de la divergence de culture.
Elle vit périodiquement dans les rues du quartier de Grønland, connu comme quartier de la drogue à Oslo. 

### Aujourd'hui
Aujourd'hui, elle est auto-entrepreneuse, et travaille comme interprète pour la police, les écoles et d'autres institutions, ainsi que comme conseillère et intervenante pour les municipalités et leurs services. 
Elle est la mère de jumeaux, et vit à Hønefoss depuis 2002.
En 2013, après sa participation à la Marche des fiertés de Oslo, Amal Aden a reçu 146 messages de menaces. Aden, musulmane, ouvertement activiste lesbienne, était accusé d'être un mauvais exemple pour les enfants musulmans.

## Carrière

### Prix
- Prix Zola pour son travail sur l'immigration et les problèmes d'intégration (2010).
- The Amnesty Prize décerné par Amnesty International Norway (2012).
- Erik Bye's Memorial Prize (2014).
- Gina Krog Prize décerné par la Norwegian Association for Women's Rights (2016)[5].